# Lascoria cristata
Lascoria cristata là một loài bướm đêm thuộc họ Noctuidae. Nó được tìm thấy ở Trung Mỹ, bao gồm Panama và Costa Rica.